# ۵۳۱ (خورشیدی)
۵۳۱ پانصد و سی و یکمین سال هجری خورشیدی است.